# Дибнер, Курт
Курт Ди́бнер (нем. Kurt Diebner; 13 мая 1905, Несса, Германская империя — 13 июля 1964, Оберхаузен, ФРГ) — немецкий физик-ядерщик.

## Биография
Сын кондитера.
Изучал физику в университетах в Инсбруке и Галле. В 1931 году защитил диссертацию "Колонная ионизация единичных альфа-лучей" (Über die Kolonnenionisation einzelner α-Strahlen).
С 1934 года работал в исследовательском центре Управления вооружений сухопутных сил Третьего рейха.
С лета 1939 г. руководил ядерными исследованиями в Куммерсдорфе под Берлином. В 1940—1942 годах директор по физическим исследованиям Института кайзера Вильгельма в Далеме. Работал над немецким урановым проектом вместе с Вернером Гейзенбергом и Эрихом Багге.
Арестован американцами в мае 1945 года и вместе с Гейзенбергом, Багге, Отто Ганом, Вальтером Герлахом интернирован в Фарм Халле (Англия) в рамках операции «Эпсилон».
Вернулся на родину через полгода. В 1948 году стал руководителем и совладельцем компании DURAG-Apparatebau GmbH, производившей светорегуляторы.
Был главным организатором «Общества по применению ядерной энергии в судостроении и судоходстве». Лоббировал тестирование ядерного реактора в эксплуатации судов. Было построено одно экспериментальное судно NS Otto Hahn.
С 1957 года преподавал в государственной школе морских инженеров во Фленсбурге.